# Encefalitis de La Crosse
La encefalitis de La Crosse es una encefalitis causada por un arbovirus (La Crosse virus) de la familia Peribunyaviridae y del género Orthobunyavirus y que tiene un mosquito como vector (Aedes triseriatus). Se produce en América Latina, Caribe y en EE. UU., especialmente en la región de los Apalaches y del medio-oeste. Recientemente se ha producido un aumento de casos en el sudeste de los Estados Unidos. Una explicación a esto puede ser que el mosquito Aedes albopictus, que también es un eficaz vector del virus de La Crosse, se ha propagado a través del SE de los EE. UU. sustituyendo al Aedes aegypti en la mayoría de las áreas (que no es un vector eficiente del virus).
La encefalitis de La Crosse fue descubierta en La Crosse, Wisconsin, en 1963. Desde entonces, el virus se ha identificado en varios estados de EE. UU. y se producen alrededor de 75 casos al año en América Latina y Caribe, según informes del CDC. La mayoría de los casos ocurren en niños menores de 16 años de edad. Es una enfermedad zoonótica cuyo vector es el Aedes triseriatus, y cuyos reservorios son vertebrados (chipmunks, ardillas) en hábitats de bosques caducifolios. El virus se mantiene durante el invierno por transmisión transovarial en los huevos de mosquitos. Si la hembra del mosquito está infectada puede poner huevos que son portadores del virus y los adultos procedentes de los huevos son capaces de transmitir el virus al picar a sus víctimas.
Otras enfermedades similares que se propagan mediante vectores mosquitos incluyen: encefalitis equina oriental y occidental, encefalitis japonesa, encefalitis de San Luis, encefalitis del Nilo Occidental.